# 佐藤賢司
佐藤 賢司（さとう けんじ、1963年 - ）は、日本の元子役。血液型はA型。『ただいま同居中』の志村進役と『流星人間ゾーン』のゾーンジュニア・防人明役で知られる。

## 出演作品
- キイハンター　第8話「影なき狙撃者」（1968年5月25日）
- ただいま同居中（1970年） - 志村進
- ウルトラシリーズ
  - ウルトラマンA 第34話「海の虹に超獣が踊る」（1972年） - 浜ユウジ
  - ウルトラマンタロウ 第31話「あぶない! 嘘つき毒きのこ」（1973年） - 健一の友人
- 流星人間ゾーン（1973年） - ゾーンジュニア / 防人明
- ジャンボーグA 第45話「ほえる昆虫・砂地獄」（1973年） - 子供
- 荒野の用心棒 第37話「さい果てに若獅子は雄叫び…」（1973年）
- 旗本退屈男 第18話「宝の山に迷った奴」（1974年）
- アクマイザー3 第20話「なぜだ?! ザビタンの秘密能力」（1976年） - 太郎
- ぐるぐるメダマン 第14話「マミちゃんの恋人だぞ!!」（1976年） - 久夫
- 大鉄人17 第22話「奇妙?! 二人のワンセブン」 - 第26話「大逆転! さらば愛する弟よ」（1977年） - 矢崎勇
- 怪人二十面相（1977年）

| スタブアイコン | サブスタブ | この項目は、まだ閲覧者の調べものの参照としては役立たない、俳優（男優・女優）に関連した書きかけの項目です。この項目を加筆・訂正などしてくださる協力者を求めています（P:映画/PJ芸能人）。 |